# Vasilije Janjičić
Vasilije Janjičić (serbe en écriture cyrillique : Василије Јањичић), né le 2 novembre 1998, est un footballeur suisse d'origine serbe qui évolue au poste de milieu de terrain en faveur du FC Zurich.

## Biographie
En février 2018, Janjičić cause un accident de voiture dans l'Elbtunnel, alors qu'il conduisait sous l'influence de l'alcool et sans permis de conduire valide.